# Język waruna
Język waruna – język z grupy transnowogwinejskiej używany w Papui-Nowej Gwinei. Według danych z 1991 r. posługuje się nim 600 osób. Leksyka w ~50% podobna jest do ari.